# Nesomys audeberti
Nesomys audeberti és una espècie de mamífer rosegador de la família dels nesòmids. És endèmic de Madagascar, on viu a altituds d'entre 0 i 1.025 msnm. Es tracta d'un animal crepuscular i terrestre. El seu hàbitat natural són els boscos. Està amenaçat per la transformació del seu medi per a usos agrícoles i la desforestació per a la producció de carbó vegetal.
L'espècie fou anomenada en honor del naturalista alemany Joseph Peter Audebert.